# Supuração
Supuração é o processo de formação de pus, em uma reação inflamatória e ou infecciosa. 
Diz-se que uma ferida ou abcesso supurou se  expeliu pus, sendo este constituído por glóbulos brancos em processo de degeneração, sangue, bactérias, proteínas, e elementos orgânicos.